# Fabas (Ariège)
Fabas település Franciaországban, Ariège megyében. Lakosainak száma 353 fő (2022. január 1.). Fabas Bédeille, Betchat, Cérizols, Sainte-Croix-Volvestre, Tourtouse, Le Plan és Saint-Michel községekkel határos.

## Népesség
A település népességének változása:
| Lakosok száma | 268  | 336  | 327  | 316  | 343  | 350  | 351  | 349  | 348  | 353  |
|               | 1968 | 1982 | 1990 | 2006 | 2013 | 2015 | 2017 | 2019 | 2020 | 2022 |